# Fred Green

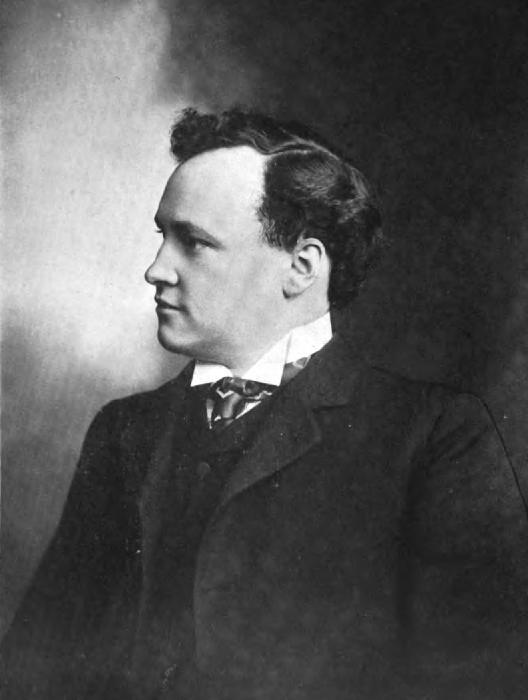
Fred Green.

Fred Warren Green, född 19 oktober 1871 i Manistee, Michigan, död 30 november 1936 i Munising, Michigan, var en amerikansk republikansk politiker. Han var guvernör i delstaten Michigan 1927–1931.
Green föddes i Manistee och växte upp i Cadillac. Han utexaminerades 1893 från Michigan State Normal School (numera Eastern Michigan University) och avlade 1898 juristexamen vid University of Michigan. Efter krigstjänst i spansk-amerikanska kriget arbetade han som advokat och som stadsåklagare i Ypsilanti.
Green deltog i republikanernas konvent inför presidentvalet i USA 1912. William Howard Taft, som nominerades av konventet, kom på tredje plats i valet. Green var borgmästare i Ionia 1913–1916.
Green besegrade ämbetsinnehavaren Alex Groesbeck i republikanernas primärval inför guvernörsvalet 1926 och vann sedan själva valet mot demokraten William Comstock. Två år senare besegrade han Comstock på nytt i guvernörsvalet och deltog i republikanernas konvent inför presidentvalet. 1928 visade sig vara ett bra år för republikanerna och Herbert Hoover vann presidentvalet. Green efterträddes 1 januari 1931 som guvernör av Wilber M. Brucker.
Presbyterianen och frimuraren Green gravsattes på Highland Park Cemetery i Ionia.